# Pan-Am-Flug 6
Am 16. Oktober 1956  führte die Besatzung einer Boeing 377 auf dem Pan-Am-Flug 6 eine Notwasserung im Pazifischen Ozean durch. Die Maschine setzte neben einem Schiff der United States Coast Guard auf, das etwa auf halber Strecke zwischen Hawaii und San Francisco den Flugverkehr überwachte. Alle 31 Insassen überlebten den Zwischenfall.

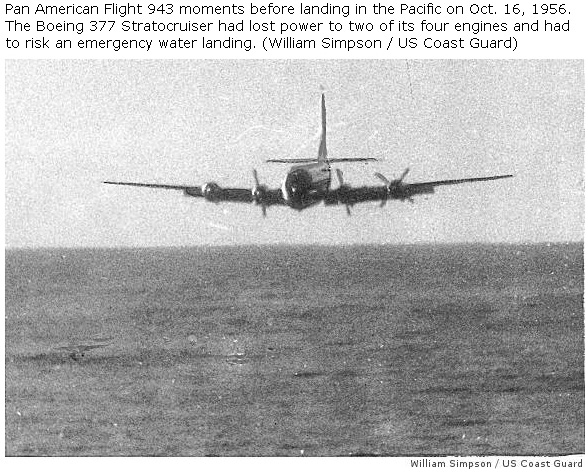
Die Boeing 377 kurz vor dem Aufsetzen. Der Propeller des defekten Triebwerks Nr. 4 (im Foto links außen) befindet sich in Segelstellung.

## Flugverlauf
Die Boeing 377 Stratocruiser (Kennzeichen: N90943) der Pan American World Airways befand sich auf einem Flug um die Erde, der in Philadelphia begonnen hatte und in östlicher Richtung über Europa, Asien und Hawaii geführt wurde. Auf der letzten Etappe von Honolulu nach San Francisco waren 24 Passagiere und sieben Besatzungsmitglieder an Bord.
Das Flugzeug startete am 15. Oktober um 20:26 Uhr Ortszeit vom Honolulu Airport und stieg auf eine Reiseflughöhe von ca. 4.000 Meter (13.000 Fuß). Nachdem die Maschine etwa die Hälfte der Strecke zurückgelegt hatte, erhielt die Besatzung die Freigabe für einen Steigflug auf 6.400 Meter (21.000 Fuß). Hierzu erhöhten die Piloten die Triebwerksleistung. Als die Boeing 377 diese Flughöhe um 01:19 Uhr erreichte, ließ sich die Drehzahl des Triebwerks Nr. 1 nicht mehr drosseln und erhöhte sich unkontrolliert. Die Piloten verringerten die Schubleistung der anderen Motoren und fuhren die Landeklappen auf 30 Grad aus, um das Flugzeug unter Kontrolle zu halten.
Durch Schließen der Treibstoffzuleitung wurde das überdrehende Triebwerk Nr. 1 abgestellt. Es gelang jedoch nicht, dessen Propeller in Segelstellung zu bringen, wodurch er unkontrolliert im Luftstrom rotierte und den Luftwiderstand des Flugzeugs erhöhte. Der Flugkapitän ließ die Ölversorgung des Triebwerks unterbrechen, um den Propeller dadurch zum Stillstand zu bringen, aber auch dies misslang. Weil inzwischen die Geschwindigkeit auf ca. 270 km/h (150 Knoten) gefallen war und die Maschine etwa 300 Meter (1.000 Fuß) pro Minute an Höhe verlor, wurde die Leistung der verbliebenen drei Motoren um 01:24 Uhr wieder erhöht. Hierbei trat nun ein Problem mit dem Triebwerk Nr. 4 auf, das nur noch eine verminderte Leistung lieferte. Mit nur zwei voll funktionstüchtigen Motoren und dem erhöhten Treibstoffverbrauch durch den mitdrehenden Propeller konnte das Flugzeug weder Kalifornien erreichen noch nach Hawaii zurückkehren.
Die Besatzung nahm Funkkontakt mit der Ocean Station November auf und kündigte eine dortige Notlandung an. Die Station November, die sich an einer festen Position (30° 01.5' N 140° 09' W) auf halber Strecke zwischen Kalifornien und Hawaii befand, diente der Flugüberwachung und war ständig mit einem Schiff der United States Coast Guard besetzt. Der Flug zur etwa 70 Kilometer entfernten Position des Schiffes wurde in ca. 900 Metern (3.000 Fuß) Höhe mit einer reduzierten Geschwindigkeit von 250 km/h (140 Knoten) durchgeführt.

## Durchführung der Notwasserung

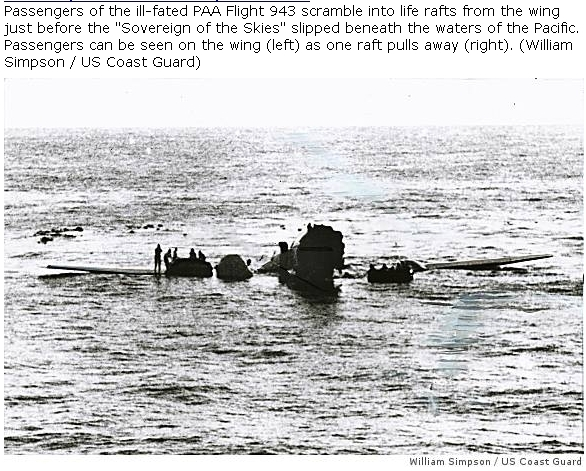
Die Insassen steigen auf den Tragflächen in die Rettungsflöße

Die Matrosen des diensthabenden Schiffes Pontchartrain ließen eine Lichterkette zu Wasser, die im Fall einer nächtlichen Notlandung als Bezugspunkt dienen sollte. Die Piloten entschlossen sich aber gegen eine Landung bei Dunkelheit und kreisten über dem Schiff. Währenddessen brachten die Flugbegleiter lose Gegenstände in den unteren der zwei Kabinenbereiche und informierten die Passagiere über den Umgang mit den Rettungsflößen. Der Kapitän ordnete an, alle Fluggäste im vorderen Kabinenabschnitt zu platzieren, weil er einen Abriss des Hecks beim Aufsetzen befürchtete.
Um 02:45 Uhr fiel das beschädigte Triebwerk Nr. 4 komplett aus. Dessen Propeller wurde in Segelstellung gebracht. Der Besatzung gelang es, bis zum Morgengrauen mit zwei Motoren zu kreisen. Durch den Treibstoffverbrauch wurde das Flugzeug leichter, so dass die Notwasserung mit niedriger Geschwindigkeit erfolgen konnte.
Der Flugkapitän teilte der Schiffsbesatzung um 05:40 Uhr mit, dass er mit dem Sinkflug beginnen werde. Unter Berücksichtigung der Wind- und Wellenrichtung sollte das Flugzeug mit einem Steuerkurs von 315 Grad aufsetzen. Beiboote der Pontchartrain brachten einen Schaumteppich aus.
Die Maschine setzte um 06:15 Uhr mit einer Geschwindigkeit von knapp 170 km/h (90 Knoten) auf. Nach einem ersten leichten Kontakt tauchte das Flugzeug mit dem vorderen Rumpf komplett ein und wurde stark abgebremst, wobei der Kabinenbereich hinter den Tragflächen mitsamt dem Leitwerk abbrach. Fünf Fluggäste wurden leicht verletzt, weil sich ihre Sitze aus der Verankerung lösten. Während das Heck kurze Zeit später versank, trieb der Rumpf an der Oberfläche. Die Insassen nutzten die Notausgänge über den Tragflächen und stiegen von dort aus in die Rettungsflöße. Diese wurden von Beibooten des Schiffes zur Pontchartrain gezogen. Zudem bargen die Matrosen mehrere Insassen von der linken Tragfläche, weil sich eines der Flöße nicht vollständig entfaltet hatte. Das Flugzeug versank um 06:35 Uhr, etwa drei Minuten nachdem die letzten Personen geborgen worden waren.

## Trivia
- Die Filmaufnahmen von der Notwasserung und Bergung der Insassen lösten ein internationales Medieninteresse aus. Allerdings nannte die Presse anfänglich die letzten drei Ziffern des Kennzeichens N90943 als Flugnummer, wodurch der Zwischenfall fälschlich auch als Flug 943 bezeichnet wird. Das ZDF thematisierte den Unfall im Jahr 1980 erneut in einer Episode der Serie Bilder, die die Welt bewegten.
- Es befand sich eine große Zahl von Kanarienvögeln an Bord, deren 44 Transportbehälter mit der Maschine untergingen.[3]
- Nur ein Jahr später verunglückte eine weitere Boeing 377, die den Pan-Am-Flug 7 in Gegenrichtung ausführte, an fast gleicher Position. Eine dritte Stratocruiser setzte im Jahr 1955 bei einer Notwasserung vor der Küste Oregons auf. Die Gesellschaft verlor somit von 1955 bis 1957 jährlich eine Boeing 377 im Pazifik.[4]